# Гогшелидзе, Вахтанг Иванович
Вахтанг Иванович Гогшелидзе (1924 год, село Плави, Горийский район, ССР Грузия — неизвестно, село Плави, Горийский район, Грузинская ССР) — бригадир колхоза села Плави Горийского района, Грузинская ССР. Герой Социалистического Труда (1966).

## Биография
Родился в 1924 году в крестьянской семье в селе Плави Горийского района (сегодня — Горийский муниципалитет). После окончания местной школы трудился с конца 1930-х годов в местном колхозе. В последующие годы возглавлял садоводческую бригаду.
Бригада Вахтанга Гогшелидзе во время Семилетки (1959—1965) ежегодно показывала высокие результаты в садоводстве. Указом Президиума Верховного Совета СССР от 2 апреля 1966 года удостоен звания Героя Социалистического Труда за «достигнутые успехи в развитии сельского хозяйства, промышленности и науки Грузинской ССР» с вручением ордена Ленина и золотой медали «Серп и Молот» (№ 10904).
В последующем был избран председателем родного колхоза.
После выхода на пенсию проживал в родном селе Плави Горийского района. С 1984 года — персональный пенсионер союзного значения. Дата его смерти не установлена.
Награды
- Герой Социалистического Труда
- Орден Ленина
- Медаль «За трудовую доблесть» (03.07.1950)